# Rezerwat przyrody Trębaczew
Rezerwat przyrody Trębaczew – leśny rezerwat przyrody położony w północnej części lasu na północ od wsi Trębaczew w gminie Sadkowice (powiat rawski, województwo łódzkie). Znajduje się na terenie leśnictwa Rylsk w Nadleśnictwie Skierniewice.
Rezerwat zajmuje powierzchnię 173,66 ha (akt powołujący podawał 164,91 ha). Został utworzony Zarządzeniem Ministra Leśnictwa i Przemysłu Drzewnego z 15 września 1958 roku (M.P. z 1958 r. nr 73, poz. 431). Według aktu powołującego, rezerwat utworzono w celu zachowania ze względów naukowych i dydaktycznych fragmentu lasu sosnowo-dębowego na Wysoczyźnie Rawskiej, z dużym udziałem modrzewia polskiego (Larix polonica) naturalnego pochodzenia.
W rezerwacie występują wzajemnie się przenikające zespoły grądu subkontynentalnego, dąbrowy świetlistej i kontynentalnego boru mieszanego. Modrzewie stanowią domieszkę, a jednocześnie najwyższą warstwę drzew w drzewostanie sosnowo-dębowym. Głównymi składnikami bujnego podszytu są: leszczyna pospolita, dąb szypułkowy, kruszyna pospolita, jarząb pospolity, trzmielina brodawkowata, grab pospolity i kalina koralowa.
W przeprowadzonym w 2001 roku przez „Przegląd Leśniczy” konkursie na najgrubsze drzewa Lasów Państwowych wśród 20 najgrubszych modrzewi polskich znalazło się aż 9 drzew z rezerwatu Trębaczew o obwodach pni od 3,6 do 3,9 metra.
Według obowiązującego planu ochrony ustanowionego w 2018 roku, obszar rezerwatu objęty jest ochroną ścisłą (70,42 ha) i czynną (104,23 ha).